# Justin Leonard
Justin Charles Garrett Leonard (Dallas, 15 giugno 1972) è un golfista statunitense.
Ha vinto dodici volte nel PGA Tour, conseguendo un major championship, l'Open Championship del 1997, giocato sullo scozzese Royal Troon Golf Club.
Nella circostanza Leonard si rese artefice di una clamorosa rimonta nel corso dell'ultimo giro, soprattutto grazie all'efficacia del suo put: sotto di cinque colpi dopo tre giri, riuscì a vincere con ben tre colpi di vantaggio sui secondi classificati, il nordirlandese Darren Clarke e lo svedese Jesper Parnevik. Lo score finale di Leonard fu di 272 (69, 66, 72 e 65). Una simile rimonta, con un ritardo tanto ampio all'ultimo giro, era riuscita in precedenza solo a Jim Barnes a Prestwick nel 1925 e Tommy Armour a Carnoustie nel 1931.
Ai playoff ha perso l'Open Championship del 1999, vinto dallo scozzese Paul Lawrie, e il PGA Championship del 2004, vinto dal figiano Vijay Singh.

## Vittorie professionali (13)

### PGA Tour vittorie (12)
| Legenda                  |
| Tornei Major (1)         |
| Campionato giocatori (1) |
| Altri PGA Tour (10)      |

| No. | Data               | Torneo                                  | Punteggio di vittoria | To par | Margine | Secondo/i                       |
| --- | ------------------ | --------------------------------------- | --------------------- | ------ | ------- | ------------------------------- |
| 1   | 4 agosto, 1996     | Buick Open                              | 65-64-69-68=266       | −22    | 5 colpi | Chip Beck                       |
| 2   | 8 giugno, 1997     | Kemper Open                             | 69-69-69-67=274       | −10    | 1 colpo | Mark Wiebe                      |
| 3   | 20 luglio, 1997    | The Open Championship                   | 69-66-72-65=272       | −12    | 3 colpi | Darren Clarke, Jesper Parnevik  |
| 4   | 29 marzo, 1998     | The Players Championship                | 72-69-70-67=278       | −10    | 2 colpi | Glen Day, Tom Lehman            |
| 5   | 24 settembre, 2000 | Westin Texas Open at LaCantera          | 64-68-65-64=261       | −19    | 5 colpi | Mark Wiebe                      |
| 6   | 30 settembre, 2001 | Texas Open at LaCantera (2)             | 65-64-68-69=266       | −18    | 2 colpi | J. J. Henry, Matt Kuchar        |
| 7   | 21 aprile, 2002    | WorldCom Classic - The Heritage of Golf | 67-64-66-73=270       | −14    | 1 colpo | Heath Slocum                    |
| 8   | 16 marzo, 2003     | The Honda Classic                       | 63-70-64-67=264       | −24    | 1 colpo | Chad Campbell, Davis Love III   |
| 9   | 30 gennaio, 2005   | Bob Hope Chrysler Classic               | 66-67-68-64-67=332    | −28    | 3 colpi | Tim Clark, Joe Ogilvie          |
| 10  | 29 maggio, 2005    | FedEx St. Jude Classic                  | 62-65-66-73=266       | −14    | 1 colpo | David Toms                      |
| 11  | 7 ottobre, 2007    | Valero Texas Open (3)                   | 65-67-64-65=261       | −19    | Playoff | Jesper Parnevik                 |
| 12  | 8 giugno, 2008     | Stanford St. Jude Championship (2)      | 68-73-67-68=276       | −4     | Playoff | Robert Allenby, Trevor Immelman |

PGA Tour playoff record (2–5)
| No. | Anno | Torneo                             | Sfidante/i                      | Risultato |
| --- | ---- | ---------------------------------- | ------------------------------- | --- |
| 1   | 1996 | Phoenix Open                       | Phil Mickelson                  | Perso col tiro birdie alla terza buca extra                                                                                            |
| 2   | 1999 | The Open Championship              | Paul Lawrie, Jean van de Velde  | Lawrie ha vinto un totale di quattro buche ai playoff; Lawrie: E (5-4-3-3=15), Leonard: +3 (5-4-4-5=18), van de Velde: +3 (6-4-3-5=18) |
| 3   | 2002 | Bell Canadian Open                 | Neal Lancaster, John Rollins    | Rollins ha vinto col tiro birdie alla prima buca extra                                                                                 |
| 4   | 2004 | PGA Championship                   | Chris DiMarco, Vijay Singh      | Singh ha vinto un totale di tre buche ai playoff; Singh: −1 (3-3-4=10), DiMarco: x (4-3-x=x), Leonard: x (4-3-x=x)                     |
| 5   | 2007 | Valero Texas Open                  | Jesper Parnevik                 | Vinto col tiro birdie alla terza buca extra                                                                                            |
| 6   | 2008 | Stanford St. Jude Championship     | Robert Allenby, Trevor Immelman | Vinto col tiro birdie alla seconda buca extra                                                                                          |
| 7   | 2009 | Children's Miracle Network Classic | Stephen Ames, George McNeill    | Ames ha vinto con pari alla seconda buca supplementare Leonard eliminato con pari alla prima buca                                      |

### Altre vittorie (1)
| No. | Data            | Torneo                                   | Punteggio di vittoria | To par | Marginw | Secondo/i                       |
| --- | --------------- | ---------------------------------------- | --------------------- | ------ | ------- | ------------------------------- |
| 1   | 11 luglio, 2000 | CVS Charity Classic (con Davis Love III) | 60-66=126             | −16    | 3 colpi | Steve Elkington e Craig Stadler |

Altri playoff record (0–1)
| No. | Anno | Torneo                                      | Sfidante/i                 | Risultato                                  |
| --- | ---- | ------------------------------------------- | -------------------------- | ------------------------------------------ |
| 1   | 2006 | Merrill Lynch Shootout (con Scott Verplank) | Jerry Kelly e Rod Pampling | Perso col tiro bogey alla prima buca extra |

## Tornei Major

### Vittorie (1)
| Anno | Campionato            | 54 buche           | Punteggio di vittoria | Margine | Secondo/i                      |
| ---- | --------------------- | ------------------ | --------------------- | ------- | ------------------------------ |
| 1997 | The Open Championship | 5 colpi di deficit | −12 (69-66-72-65=272) | 3 colpi | Darren Clarke, Jesper Parnevik |